# بوني إم
بوني إم فرقة بوب وديسكو تم إنشاؤها من قبل المنتج الألماني فرانك فاريان.
تألفت الفرقة من الأعضاء الأصليين: ليز ميتشيل، مارسيا باريت (من جامايكا)، مايزي وليامز (من مونتسرات)، بوبي فاريل (من أروبا) وريجي تيسبو
The Albums
Take the Heat Off Me
وأطلق سراح بوني M ألبوم الأول، خذ الحرارة قبالة لي، في عام 1976. يرد ذلك المسارات التي مارسيا باريت سجلت بالفعل مع Farian، بما في ذلك المسار عنوان و"Lovin' or Leavin'" "، وكلاهما لم تسجل سابقا في ألمانيا من قبل فعل آخر Farian، بينيتو بيليجريني. كما لا يعتبر صوت Maizie يليامز مناسبة لأغراض التسجيل عن طريق Farian، ومحاولة Farian التدريجي مع بوبي فاريل المنفذ "لا امرأة لا البكاء" لا العمل، قرر ألا يستخدموا سوى ليز ميتشل ومارسيا باريت جنبا إلى جنب مع بلده استوديو صوت محسنة لإنشاء الصوت M. بوني.
وادعى أن ليز ميتشل إلا أنها وFarian كان سونغ في التسجيلات ضرب، ولكن ذلك لم فاريل، ومع ذلك، يعيش في أداء بعض من التجسيد في وقت لاحق بجولة في مختلف 'M بوني" [1].
وكان أداء الألبوم التجارية فاترة في البداية. ومع ذلك، فإن المجموعة بجولة بصرامة المراقص والنوادي وحتى المعارض القطرية لكسب سمعة لأنفسهم. وجاء خروج الفريق كبيرة عندما، في نهاية صيف 1976، Leckebusch 'مايك' الألماني مايكل التلفزيون المنتج (راديو بريمن) وطلبت هذه المجموعة لMusikladen برنامجه. يبدو بوني M. على العرض الموسيقى الحية في 18 سبتمبر 1976، بعد 10 مساء وبزاتهم في المرحلة جرأة، حيث أدوا أغنية «بابا كول». الأغنية ذهبت بسرعة إلى NO.1 في ألمانيا، مع الألبوم بعد نجاح واحد. وقدم آخر واحد، «صني» (غطاء للأغنية 1966 هب بوبي) المجموعة إصابتهم NO.1 الثانية. وكان شعبية الحركة نمت أيضا في جميع أنحاء أوروبا، مع «بابا كول» التوصل NO.1 في سويسرا والسويد والنرويج والنمسا. وكانت كل من الفردي أيضا أعلى 10 يضرب في المملكة المتحدة التي من شأنها أن تصبح واحدة من أكبر أسواق بهم.
Love For Sale
في عام 1977، أصدرت بوني M. ألبومهم الثاني، Love for Sale ، التي تضمنت أغنية "Ma Baker" and "Belfast".وقد شرعت المجموعة في أول جولات موسيقية كبيرة مع فرقة موسيقية حية من الموسيقيين تسمى 'أسود السيرك الجميلة«ليعطى اسمهم بعدا 'أول فرقة» ويليامز Maizie جميلة الشعب السوداء '). على الرغم من أن تبدأ بطيئة، والحب للبيع أدلى الأعلى في المملكة المتحدة 20 وكانت معتمدة الذهب بعد عام من صدوره. وصلت على حد سواء في الفردي من الألبوم no.1 في ألمانيا والمملكة المتحدة أعلى 10. قبل هذا الوقت، كان أيضا زيادة مبيعات ببطء لألبومهم الأول الذي كان قد بلغ ذروته في no.40 فقط في المملكة المتحدة ولكن كانت معتمدة الآن الفضية.

## أشهر الاغاني
- دادي كول الاب الهاديء (1976)
- سني (1976)
- ما بايكر (1977)
- ريفرس اوف بابيلون. أنهار بابل (1978)
- راسبوتين. جريجوري راسبوتين (1978)
- هوراي! هوراي! اتس اهولي هوليداي (1979)

## روابط خارجية
- بوني إم على موقع IMDb (الإنجليزية)
- بوني إم على موقع الموسوعة البريطانية (الإنجليزية)
- بوني إم على موقع ميوزك برينز (الإنجليزية)
- بوني إم على موقع أول ميوزيك (الإنجليزية)
- بوني إم على موقع ديسكوغز (الإنجليزية)